# Koko Taylor
Koko Taylor, född Cora Walton 28 september 1928 i Shelby County, Tennessee, död 3 juni 2009 i Chicago, Illinois, var en amerikansk bluessångerska, ofta kallad "Queen of the Blues". 

## Diskografi
- 1969 – Koko Taylor
- 1972 – Basic Soul
- 1973 – South Side Lady
- 1975 – I Got What It Takes
- 1975 – Queen of the Blues
- 1975 – Southside Baby
- 1978 – The Earthshaker
- 1981 – From the Heart of a Woman
- 1987 – An Audience with Koko Taylor
- 1987 – Live from Chicago
- 1990 – Jump for Joy
- 1990 – Love You Like a Woman
- 1991 – Wang Dang Doodle
- 1993 – Force of Nature
- 2000 – Royal Blue
- 2007 – Old School